# Camorino
Camorino é uma comuna da Suíça, no Cantão Tessino, com cerca de 2.346 habitantes. Estende-se por uma área de 8,27 km², de densidade populacional de 284 hab/km². Confina com as seguintes comunas: Cadenazzo, Giubiasco, Isone, Medeglia, Pianezzo, Sant'Antonino.
A língua oficial nesta comuna é o Italiano.